# Canciones de Mi Padre
Albums de Linda Ronstadt
Trio
(1987) Cry Like a Rainstorm, Howl Like the Wind
(1989)
Canciones de Mi Padre est le premier album de musique mexicaine et mariachi de la chanteuse américaine Linda Ronstadt.

## Liste des titres
| No  | Titre                    | Auteur                                     | Durée |
| --- | ------------------------ | ------------------------------------------ | ----- |
| 1.  | Por Un Amor              | Gilberto Parra                             | 2:56  |
| 2.  | Los Laureles             | José López                                 | 2:25  |
| 3.  | Hay Unos Ojos            | Rubén Fuentes                              | 2:45  |
| 4.  | La Cigarra               | Ray Pérez y Soto                           | 3:45  |
| 5.  | Tú Sólo Tú               | Felipe Valdez Leal                         | 3:09  |
| 6.  | Y Ándale                 | Minerva Elizondo                           | 2:32  |
| 7.  | Rogaciano El Huapanguero | Valeriano Trejo                            | 3:00  |
| 8.  | La Charreada             | Felipe Bermejo                             | 3:49  |
| 9.  | Dos Arbolitos            | Chucho Martínez Gil                        | 2:34  |
| 10. | Corrido De Cananea       | Rubén Fuentes                              | 3:24  |
| 11. | La Barca de Guaymas      | Rubén Fuentes                              | 3:25  |
| 12. | La Calandria             | Nicandro Castillo                          | 3:00  |
| 13. | El Sol Que Tú Eres       | Traditionnel, arrangement par Danny Valdez | 2:57  |

## Musiciens
- Linda Ronstadt : voix
- Michael J. Ronstadt : voix
- Danny Valdez : voix et guitare
- Gilberto Puente : guitare
- Jorge Lopez : guitare
- Samuel Gutierrez : guitare
- Pedro Florez : vihuela
- Victor Cardenas : vihuela
- Felipe Perez : violon
- Antonio Ramos : violon
- Salvador Torres : violon
- Heriberto Molina : voix
- Ricardo Cisneros : voix
- Steve Fowler : flûte
- Ron Kalina : harmonica
- Juan Gudiño : trompette
- Ignacio N. Gomez : trompette
- Jim Self : tuba
- Larry Bunker : percussion
- Pedro Rey : voix
- Pedro Rey Jr. : voix